# Eli Matheson
Eli Matheson, född den 12 juli 1983 i Lithgow, Australien, är en australisk landhockeyspelare.
Han tog OS-brons i herrarnas landhockeyturnering i samband med de olympiska landhockeytävlingarna 2008 i Peking.